# Isländische Badmintonmeisterschaft 2023
Die Isländische Badmintonmeisterschaft 2023 fand vom 26. bis zum 29. April 2023 in Hafnarfjörður statt. Es war die 75. Auflage der nationalen Titelkämpfe von Island im Badminton.

## Medaillengewinner
| Disziplin    | Gold                                            | Silber                                    | Bronze                                            |
| ------------ | ----------------------------------------------- | ----------------------------------------- | ------------------------------------------------- |
| Herreneinzel | Daníel Jóhannesson                              | Kári Gunnarsson                           | Róbert Ingi Huldarsson                            |
| Herreneinzel | Daníel Jóhannesson                              | Kári Gunnarsson                           | Róbert Þór Henn                                   |
| Dameneinzel  | Gerda Voitechovskaja                            | Sigríður Árnadóttir                       | Sólrún Anna Ingvarsdóttir                         |
| Dameneinzel  | Gerda Voitechovskaja                            | Sigríður Árnadóttir                       | Lilja Bu                                          |
| Herrendoppel | Davíð Bjarni Björnsson Kristófer Darri Finnsson | Bjarki Stefánsson Daníel Thomsen          | Eiður Ísak Broddason Róbert Þór Henn              |
| Herrendoppel | Davíð Bjarni Björnsson Kristófer Darri Finnsson | Bjarki Stefánsson Daníel Thomsen          | Bjarni Þór Sverrisson Elis Tor Dansson            |
| Damendoppel  | Arna Karen Jóhannsdóttir Sigríður Árnadóttir    | Sólrún Anna Ingvarsdóttir Una Hrund Örvar | Natalía Ósk Óðinsdóttir Rakel Rut Kristjánsdóttir |
| Damendoppel  | Arna Karen Jóhannsdóttir Sigríður Árnadóttir    | Sólrún Anna Ingvarsdóttir Una Hrund Örvar | Elín Þóra Elíasdóttir Snjólaug Jóhannsdóttir      |
| Mixed        | Davíð Bjarni Björnsson Arna Karen Jóhannsdóttir | Daníel Jóhannesson Sigríður Árnadóttir    | Gabríel Ingi Helgason Sólrún Anna Ingvarsdóttir   |
| Mixed        | Davíð Bjarni Björnsson Arna Karen Jóhannsdóttir | Daníel Jóhannesson Sigríður Árnadóttir    | Kristófer Darri Finnsson Drífa Harðardóttir       |